# Kalina vonná
Kalina vonná (Viburnum farreri) je opadavý časně kvetoucí keř pocházející z Číny. V České republice je poměrně často pěstována jako okrasná dřevina, nápadná vonnými růžovými květy rozkvétajícími v předjaří. Je to společně s vilíny a jasmínem nahokvětým jeden z nejčasněji kvetoucích okrasných keřů.

## Synonyma
Viburnum fragrans

## Popis
Kalina vonná je opadavý až 5 metrů vysoký, vzpřímený, hustě větvený keř. Borka je šedohnědá. Letorosty jsou červenohnědé a většinou lysé. Listy jsou jednoduché, obvejčité nebo eliptické, bez palistů, v mládí roztroušeně pýřité, s červenavým řapíkem. Čepel je 4 až 8 cm dlouhá, špičatá, na bázi klínovitá, na okraji ostře pilovitá, se zpeřenou žilnatinou tvořenou 5 až 7 páry postranních žilek. Žilky jsou rovné nebo mírně zahnuté, větvící se a končící v zubech na okraji čepele.
Květy jsou v chudých asi 3 až 5 cm dlouhých latách na konci krátkých holých větévek. Rozkvétá ještě před olistěním, v březnu až dubnu, někdy již v listopadu až prosinci. V květenství nejsou sterilní květy. Květní stopky jsou velmi krátké, po odkvětu se prodlužují. Květenství jsou podepřena opadavými červenavými úzce kopinatými listeny. Květy jsou růžové, vonné. Kalich je asi 2 mm dlouhý, červenavý, trubkovitý, lysý, s krátkými cípy. Koruna je v poupěti růžová, po rozkvětu bledne. Korunní trubka je asi 7 až 10 mm dlouhá, korunní cípy jsou rozprostřené a asi 4 mm dlouhé. Tyčinky jsou kratší než koruna, s velmi krátkými nitkami, přirostlé v různé výšce nad polovinou korunní trubky. Čnělka nese trojlaločnou bliznu a nepřesahuje kališní cípy. Plody jsou oválné, asi 10 mm dlouhé, zprvu žlutavé, později červenofialové.

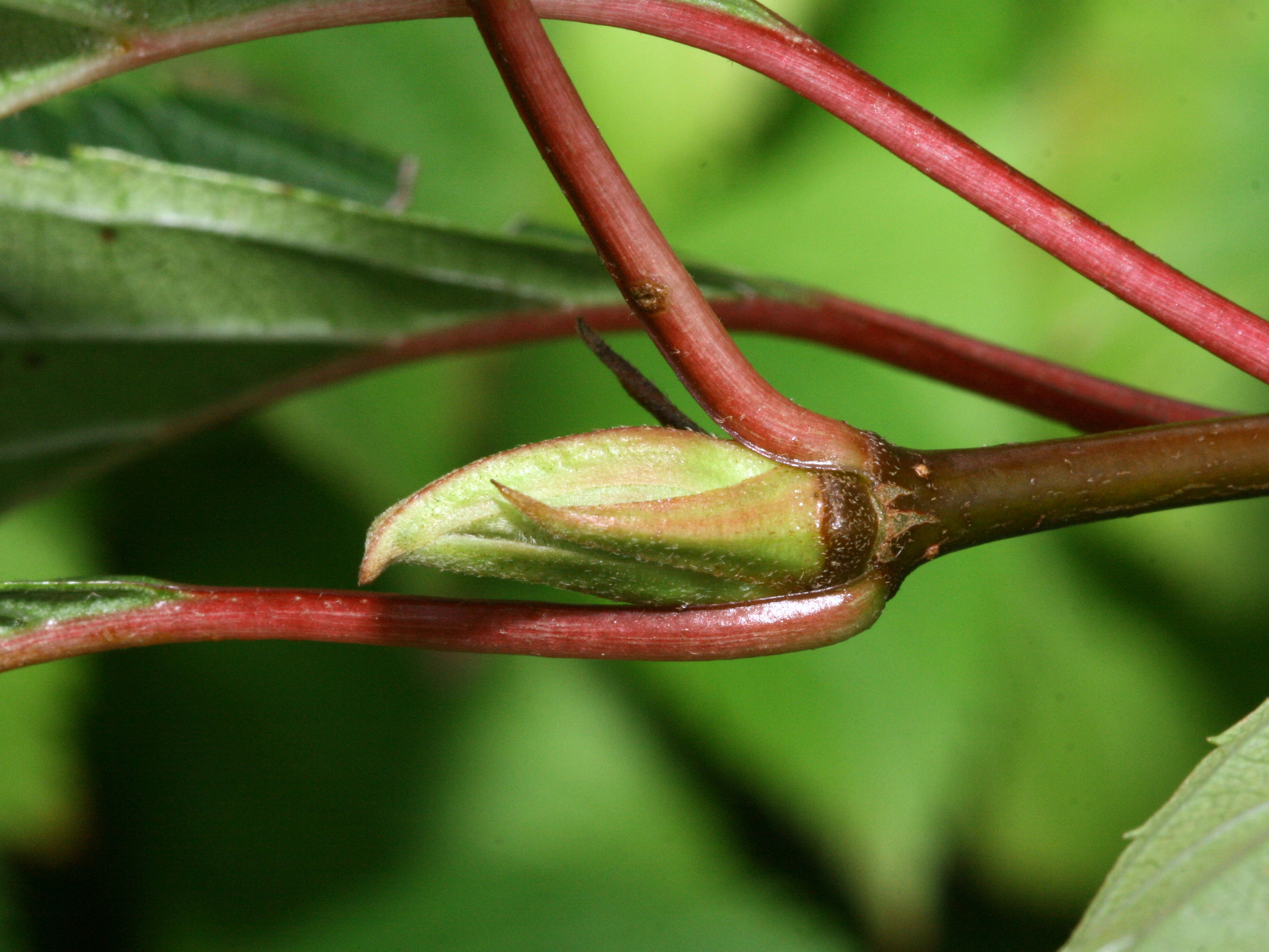
Detail pupenu kaliny vonné
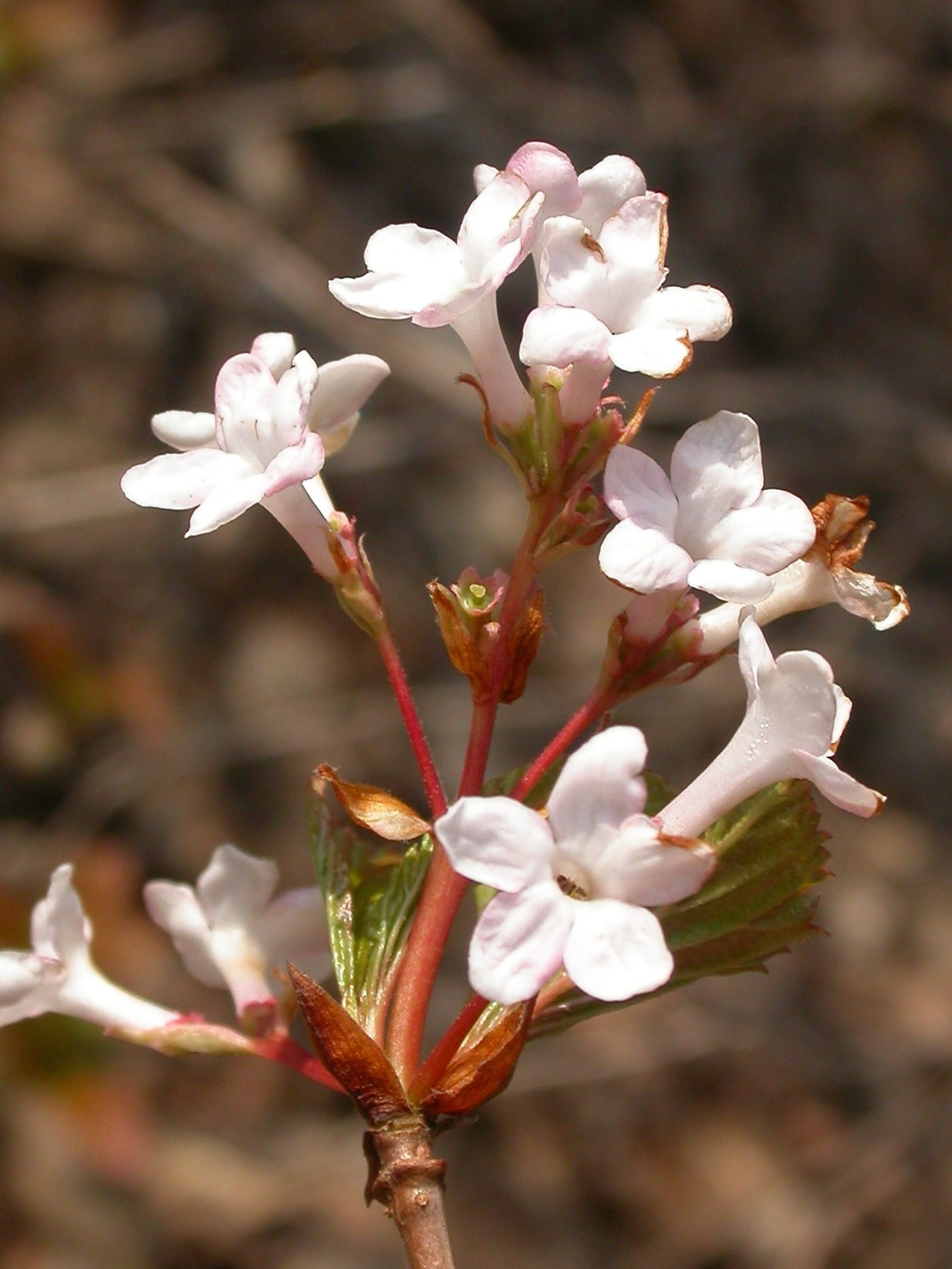
Květenství kaliny vonné

## Rozšíření
Druh přirozeně roste v horských lesích v severočínských provinciích Kan-su, Čching-chaj a Sin-ťiang v nadmořských výškách od 1600 do 2800 m.

## Význam
Kalina vonná je dosti běžně pěstovaný okrasný keř, ceněný především jako jedna z nejčasněji kvetoucích dřevin. Kultivarů není velké množství. Liší se především barvou květů a bohatostí kvetení. Kultivar 'Candidissimum' má hojné bílé květy, 'Nanum' je nízký kultivar do 50 cm výšky, nepříliš bohatě kvetoucí. Kalina vonná byla uvedena do kultury patrně v roce 1910.
Poměrně málo známý, avšak nápadněji kvetoucí a velmi ozdobný je kříženec kaliny vonné s kalinou velkokvětou (Viburnum grandiflorum), zvaný kalina bodnantská (Viburnum x bodnantense).